# مدرة باتسكومبي
مدرة باتسكومبي (الاسم العلمي:Galega battiscombei) هي نوع نباتي يتبع جنس المدرة من فصيلة البقولية.